# Ángel Ferrari Núñez
Ángel Ferrari Núñez (Puebla del Río, 12 de diciembre de 1906-25 de enero de 1986), fue un historiador español. 
Aunque de apellido italiano, los antepasados inmediatos de Ángel Ferrari eran andaluces. Fue Catedrático jubilado de Historia de la Edad Media, de la Facultad de Filosofía y Letras de la Universidad de Madrid, poseedor de caudalosa biblioteca.

## Obras
- "La secularización de la teoría del Estado en las Partidas", AHDE, XI (1934)
- Fernando el Católico en Baltasar Gracián (1945; reeditado 2006)
- Castilla dividida en dominios según el libro de las Behetrías (1958)